# エーミールと探偵たち (映画)
『エーミールと探偵たち』（原題: Emil und die Detektive、英題: Emil and the Detectives）は、2001年のドイツの映画。
原作はエーリッヒ・ケストナーによる児童文学『エミールと探偵たち』。

## あらすじ
内容は小説とほぼ同一。エーミールを取り巻く人物像が正反対であることが最大の違い。グスタフが従兄弟で、ポニー・ヒュートヘンがベルリンの少年達の顔役つまり女ボスになっており、ティッシュバイン家は父子家庭。

## キャスト
| 役名                         | 俳優                     | 日本語吹替 |
| ---------------------------- | ------------------------ | ---------- |
| エーミール                   | トビアス・レツラフ       | 亀井芳子   |
| ポニー                       | アンニャ・ゾマヴィラ     | 永田亮子   |
| 吸血鬼のようなグルントアイス | ユルゲン・フォーゲル     | 土田大     |
| フンメル牧師                 | マリア・シュラーダー     | 唐沢潤     |
| エーミールの父               | カイ・ヴィージンガー     | 佐久田修   |
| フンメル先生                 | ルドルフ・コヴァルスキー |            |
| エーミールの友達ハソウナ     | タンド・ヴァルバウム     |            |
| グスタフ                     | ダビッド・クロック       | 浅野まゆみ |
|                              | フロリアン・ルーカス     |            |

- その他の日本語吹き替え：水田わさび／隈本吉成／山門久美／京井幸／大野エリ／浅井清己／木村雅史／大水忠相／田中一永／清水千恵